# Gwen Tennyson
Gwendolyn Tennyson, también conocida como Gwen o La Chica de la Suerte, es un personaje ficticio de la serie de dibujos animados Ben 10 y sus series derivadas, siendo estas Ben 10: Fuerza Alienígena, Ben 10: Supremacía Alienígena y Ben 10: Omniverse, y del reboot de 2016 Ben 10, creadas por Man of Action y producidas por Cartoon Network Studios. Es la prima pelirroja inteligente de Ben Tennyson, y es una mitad humana y mitad anodita que práctica jiu-jitsu, karate y magia. Tiene un interés romántico por Kevin Levin.

## Concepto y creación
Ben 10 fue creado por Man of Action Studios (formado por los creadores de cómics Duncan Rouleau, Joe Casey, Joe Kelly y Steven T. Seagle) y fue producido por Cartoon Network Studios. El grupo trabajó en el concepto de Ben 10 y su personaje principal aproximadamente tres años antes de que Cartoon Network acogiera la serie. Dave Johnson también ayudó en el desarrollo del diseño. Gwen se desarrolló originalmente para ser una compañera de clase y un potencial interés romántico de Ben acompañando en su viaje por carretera con su abuelo. En una etapa de desarrollo más avanzada, ella fue cambiada para ser su prima, siendo la pareja exactamente de la misma edad.
El diseño original de Gwen, que incluye una camiseta amarilla y una cola de caballo, fue inspirado en el diseño original de Ben Tennyson, junto al cabello pelirrojo habitual de todas las series, mientras que la cola de caballo sería incorporada al rediseño de su atuendo por Glen Murakami para la última temporada de Fuerza Alienígena, la totalidad de Supremacía Alienígena y la primera temporada de Omniverse. Su cabeza y cabello fueron reelaborados por Glenn Wong, quien también le dio al personaje su top azul en Fuerza Alienígena, mientras que Chris Hooten le agregó los colores.
El concepto original detrás de los personajes se citó más tarde como la inspiración principal para los personajes de Patrice Blazing y Nate Timely para la serie de cómics de Plantas contra zombis de PopCap Games y Dark Horse Comics, con Patrice diseñado a partir de Gwen y Nate de Ben.

## Biografía ficticia

### Ben 10
En la serie, Gwen Tennyson (Meagan Smith) es enviada por sus padres a un viaje por carretera con su abuelo Max (Paul Eiding) y su primo Ben (Tara Strong). Ella y Ben discuten constantemente, sin embargo, se demuestra que ambos se preocupan profundamente el uno por el otro y por su abuelo. Tras la adquisición del Omnitrix por parte de Ben, el trío se embarca en una serie de aventuras, encontrándose con varias entidades extraterrestres y sobrenaturales, incluido el mago maestro Hex (Khary Payton) y su sobrina Charmcaster (Kari Wahlgren), siendo la última la que detecta un "aura mágica" dentro de Gwen, que comienza a aprovechar, adquiriendo poderes mágicos propios, después de enterarse de que Gwen también aprovecharía sus poderes en una versión futura de sí misma (Tara Strong), luego de obtener un pequeño libro de hechizos de Charmcaster en el episodio «Cambio de Cara». En dos ocasiones, Gwen usa artefactos buscados por los magos maestros conocidos como los Hechizos de Bezel para adquirir poderes y habilidades increíbles y únicos para convertirse en una superheroína con el sobrenombre de "La Chica de la Suerte".

### Ben 10: Fuerza Alienígena
Ambientada cinco años después del final de la serie original, Gwen Tennyson (Ashley Johnson) es ahora cinturón negro en karate, pero tiende a favorecer el uso de sus poderes. Es capaz de crear construcciones de energía para casi cualquier propósito, generalmente creando plataformas para levitarse a sí misma (y a otros), rayos para agarrar enemigos, explosiones circulares para derribar enemigos, proyectar rayos de sus ojos que parecen simular una visión de calor y abrir portales interdimensionales, que utiliza para ayudar a su primo Ben (Yuri Lowenthal) después de que la desaparición de su abuelo lo obligara a volver a colocarse el Omnitrix. En el episodio «Todo hablan sobre el clima», el antiguo enemigo de los primos, Kevin Levin (Greg Cipes) le dice a Gwen que sus poderes y habilidades se originan de su "línea de sangre alienígena", que ella se niega a creer. En «El potencial de Gwen», Gwen descubre que esto es cierto, que su abuela paterna, Verdona (Barbara Bain y Juliet Landau), es un ser de energía conocido como anodita, del distante planeta Anodyne, y que Gwen parece ser la única descendiente humana de ella que ha heredado sus poderes. Verdona le dice a Gwen que lo que ella y otros pensaban originalmente como "magia" era en realidad el control del mana, una sustancia de la que los anoditas crean su magia. Verdona se ofrece a llevar a Gwen a su planeta de origen y entrenarla en las inmensas formas místicas y mágicas de los anoditas, pero Gwen prefiere permanecer en la Tierra con Ben y Kevin, y luego entrará en conflicto con el regreso de Charmcaster y Michael Morningstar (Wil Wheaton), quienes, luego de buscar inicialmente absorber sus poderes, buscan venganza contra ella después de que ella recuperara sus poderes y lo redujera a una cáscara que él apodó "Darkstar". Más tarde, Gwen desata su verdadera forma anodita por primera vez en «La Guerra de los Mundos: Parte 2», logrando defender el mundo de los highbreeds. Durante el transcurso de la serie, ella desarrolla una relación romántica con Kevin, y se revela que sufre de aracnofobia y claustrofobia. Galadriel Stineman interpreta a Gwen en la película de televisión de superhéroes de 2009 Ben 10: Invasión Alienígena.

### Ben 10: Supremacía Alienígena
Ambientada varias semanas después de la serie anterior, Gwen Tennyson, que ahora tiene dieciséis años, libera a su anodita interior inactiva por segunda vez contra Zombozo (John DiMaggio) después de que intenta matar a su tía y a la madre de Ben, Sandra (Beth Littleford), creciendo hasta convertirse en ser de tamaño gigantesco y gritándole que dejara a la familia Tennyson, así como a la familia de Kevin, en paz, aterrorizándolo antes de dejarlo ir para correr la voz a todos sus otros enemigos. Luego, Gwen descubre que su prima casi idéntica de cabello negro Sunny (también interpretada por Ashley Johnson) también es en parte anodita, de hecho, en mayor proporción que Gwen, ya que su madre también era anodita además de que su abuela, su padre y el tío de Gwen y Ben, Manny, se habían casado con anoditas. Una vez que se encontraron nuevamente con Charmcaster y Darkstar, la pareja entabló una relación romántica después de que Charmcaster no pudiera usar el Gran Diagon (con una apariencia parecida a Cthulhu) para resucitar a su padre, antes de ayudar a Ben a salvar el universo en la destrucción de Diagon y su Esotérica. Ben 10-Generator Rex: Heroes United, un crossover de una hora con su compañero Generator Rex de la serie Man of Action, se emitió el 25 de noviembre de 2011 en Cartoon Network, en el que Gwen aparece al principio y en un cameo de un flashback.

### Ben 10: Omniverse
A diferencia de las series anteriores, Gwen es un personaje recurrente en la actualidad, que solo aparece ocasionalmente para ayudar a Ben debido a que ahora asiste a la universidad. A menudo se la representa en secuencias de flashback de cuando tenía 11 años, lo que revela que se había enamorado de Kevin en ese momento. Inmediatamente después de la serie anterior, se ve a Gwen con Ben y Kevin persiguiendo a Zombozo a través de Bellwood; se da a entender que ella lo mató brevemente durante su encuentro anterior cuando se muestra que posee una forma física más degradada. Poco después de luchar y capturar a Zombozo, Gwen se despide de Ben porque se dirige a la universidad desde que tomó clases de honor. Luego le dice a Ben que no se meta en problemas y se sube al auto con Kevin (quien también revela que se quedará con Gwen, pero cerca del campus), y los dos se van, dejando a Ben a cargo de Zombozo. Algún tiempo después, toma la decisión de tomar el manto de la Chica de la Suerte nuevamente, enmascarada y usando sus habilidades de anodita. Más tarde se muestra que asiste a una clase de magia impartida por un redimido Hex, después de que finalmente superara su depresión, convirtiéndose en su maestro favorito, antes de que su sobrina Charmcaster lo atrape como un tótem de piedra. Más tarde, después de ser liberados, él y Gwen mantienen a Charmcaster como un tótem de piedra con la esperanza de que algún día pueda mejorar. Al final de «Un nuevo amanecer», después de ver cómo se crea el nuevo universo, Ben llama a Gwen para que consiga a Kevin y le propone que el trío y su compañero Rook Blonko (Bumper Robinson) vayan juntos en un viaje por carretera para explorar el universo que ellos vieron crear.

### Ben 10
Ben 10 presenta a una Gwen reimaginada (en su forma de 10 años), su primo Ben y el abuelo Max, mientras viajan por el país durante las vacaciones de verano. Cuando Ben encuentra el Omnitrix, un misterioso reloj que lo transforma en diez alienígenas diferentes, se abre ante él un mundo de superpoderes extraterrestres. La forma de Gwen como la Chica de la Suerte en la continuidad anterior existe como una popular franquicia multimedia preexistente de la que es fan, mientras que su enemigo "Kevin 11" está enamorado de Gwen, de lo que ella no se da cuenta. Desde una perspectiva de continuidad en el universo ficticio, la serie vendría a ser propiamente una serie de televisión basada en las aventuras de Gwen y Ben Tennyson en Ben 10 (2005), Fuerza Alienígena, Supremacía Alienígena y Omniverse.

## Universos alternativos

### Ben 10.000yKen 10
Gwen en este futuro (ahora conocida por su nombre completo Gwendolyn, después de que entrara a la Universidad) es una maestra hechicera, y utiliza, aparentemente, las llaves de Bezel, y ha viajado a varias dimensiones para aumentar sus poderes. Ella trae a Ben y a su yo del pasado al futuro durante el cumpleaños 80 de su abuelo Max, para que Ben y Gwen puedan cambiar la actitud de Ben 10.000, al final, disfrutando todos del cumpleaños de Max. Más tarde, cuando el hijo de Ben, Kenny Tennyson, cumple sus 10, Gwendolyn le regala en ausencia suya, un monstruo de piedra, que actúa como un perro, como los sirvientes de Charmcaster.

### «El Tiempo Cura»
Gwen, al robar un libro de hechizos del castillo de Hex, regresa en el tiempo y logra convencer a su yo pasado de evitar el hackeo del Omnitrix y por lo tanto la mutación de Kevin, más esto desencadenó que Hex y Charmcaster dominaran el mundo, siendo Kevin poseído por Charmcaster con sus hechizos, Ben torturado y encarcelado en la guarida de Hex, y la Gwen de esta realidad terminara siendo asesinada por Charmcaster. Al ver lo sucedido, Gwen pudo volver atrás y evitar que pasara eso.